# Ishioka (Ibaraki)
 Ishioka (石岡市   Ishioka-shi?) es una ciudad  situada en la Prefectura de Ibaraki en Japón.
A 1 de diciembre de 2013 la ciudad tenía una de población de 77.169 habitantes y  una densidad poblacional de 358 personas por km².  La superficie total es de 215,62 km².

## Creación de la ciudad
La ciudad fue fundada el 11 de febrero de 1954. El 1 de octubre de 2005, la población de Yasato (八郷町 Yasato-machi) del Distrito de Niihari (新治郡 Niihari-gun) fue absorbida por Ishioka, el distrito de Niihari no existe hoy en día.

## Geografía
La ciudad se encuentra ubicada en el centro de la Prefectura de Ibaraki; una parte de su territorio, en el extremo sureste, toca orillas del lago Kasumigaura. 
Su territorio limita al suroeste con Tsukuba; al sur con Tsuchiura y Kasumigaura; al este con Omitama; al norte con Kasama, y al noroeste con Sakuragawa.
La ciudad está bordeada por montañas a lo largo de su lado oeste, destacando el monte Kaba y el monte Tsukuba que domina al lado suroeste y se encuentran dentro de las fronteras de la ciudad.

## Matsuri de Ishioka
El Festival de Ishioka, conocido como Festival de Ishioka del Santuario en la región de Hitachi (常陸国総社宮 石岡まつり Hitachi no kuni sōshagū Ishioka Matsuri), es un festival que tiene sus orígenes en el Período Edo. 
El evento, es un festival concurrido y visitantes de las localidades vecinas vienen al matsuri, y el festival es atestado, colorido y agradable. El festival o matsuri, consiste de varios eventos, pero principalmente por los santuarios portables (神輿 mikoshi) y por las carrozas (山車 dashi) que desfilan por la parte central de la ciudad rezando para obtener cosechas abundantes, por la paz mundial y etcétera. 

## Parque de la flor
Una de las principales atracciones de la ciudad, es el Parque de la Flor de la Prefectura de Ibaraki, que es un parque jardín botánico, donde la temporada de la rosa es popular, y además alberga varias colecciones de flores en sus jardines.

## Galería de imágenes

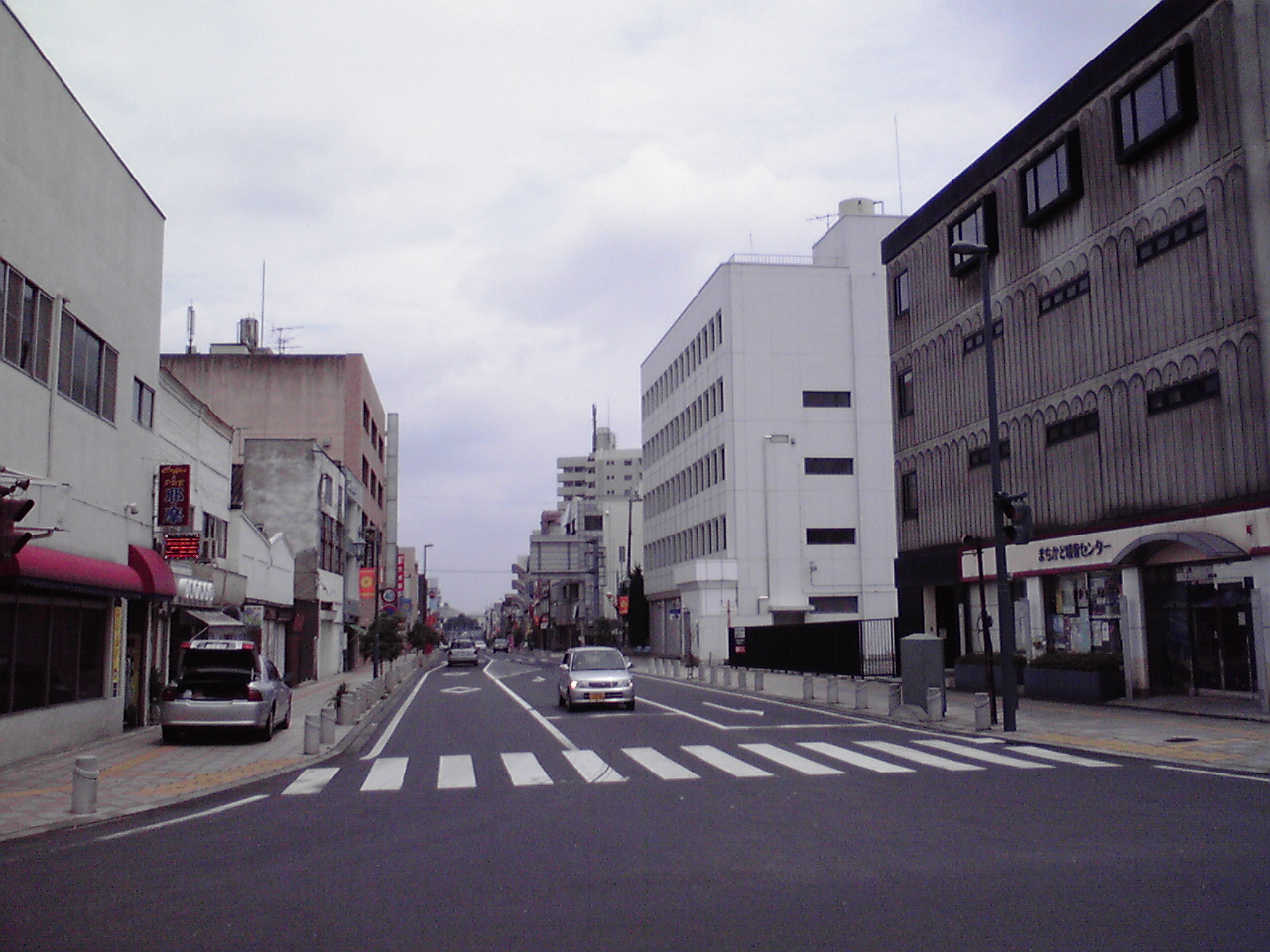
Ruta Prefectural 277 en Ishioka.
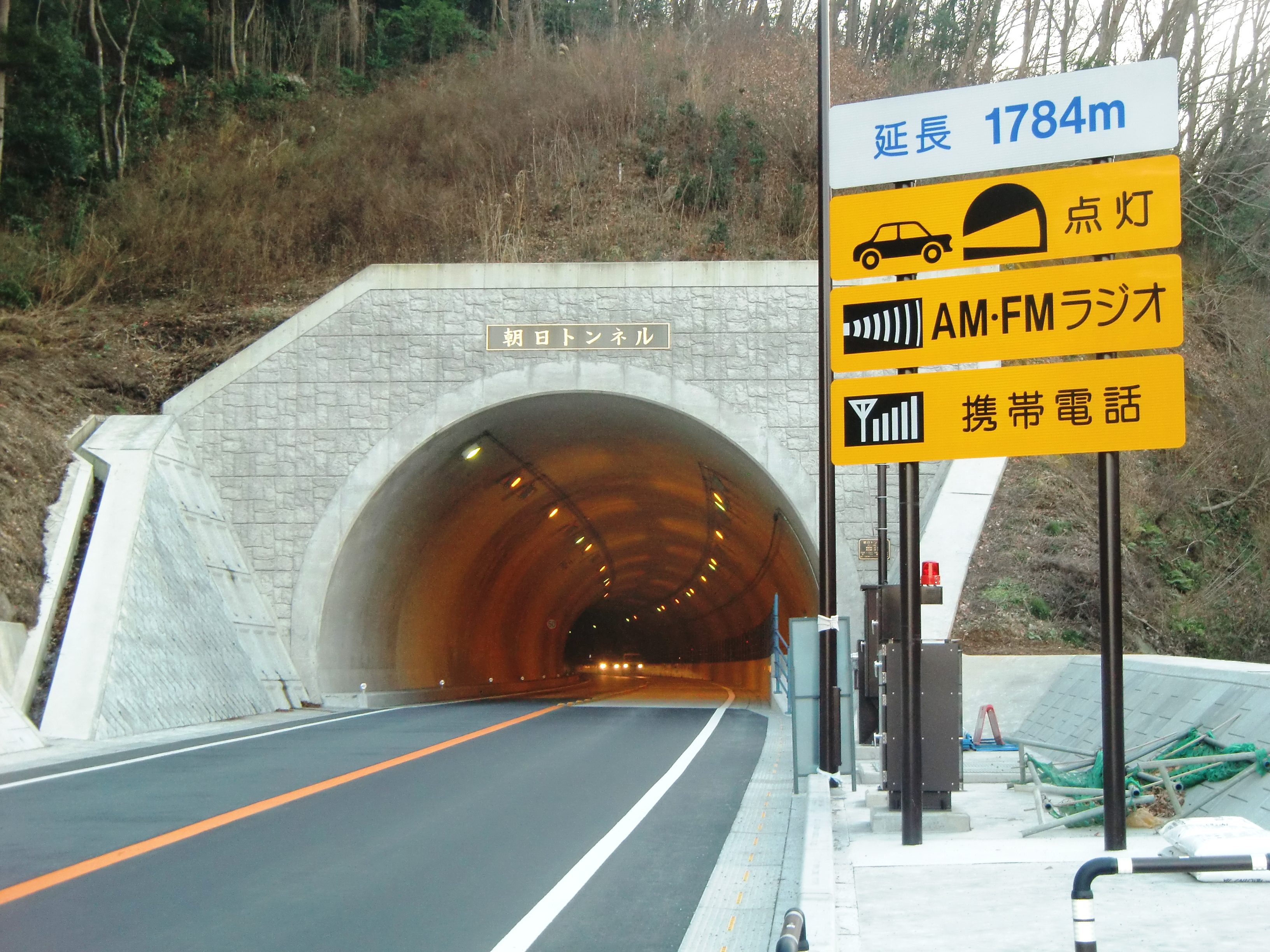
Túnel Asahi en Ishioka.
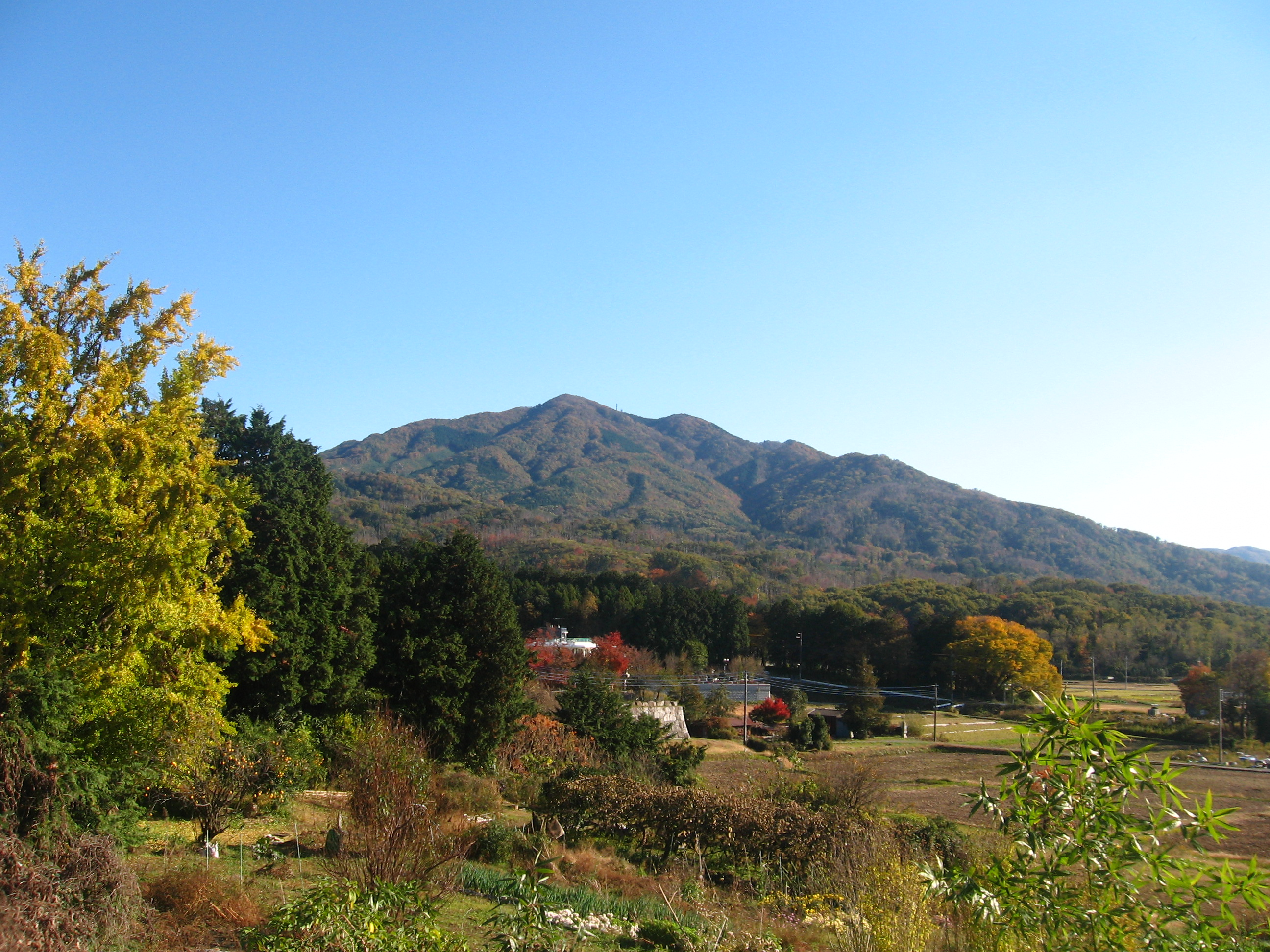
Monte Kaba.
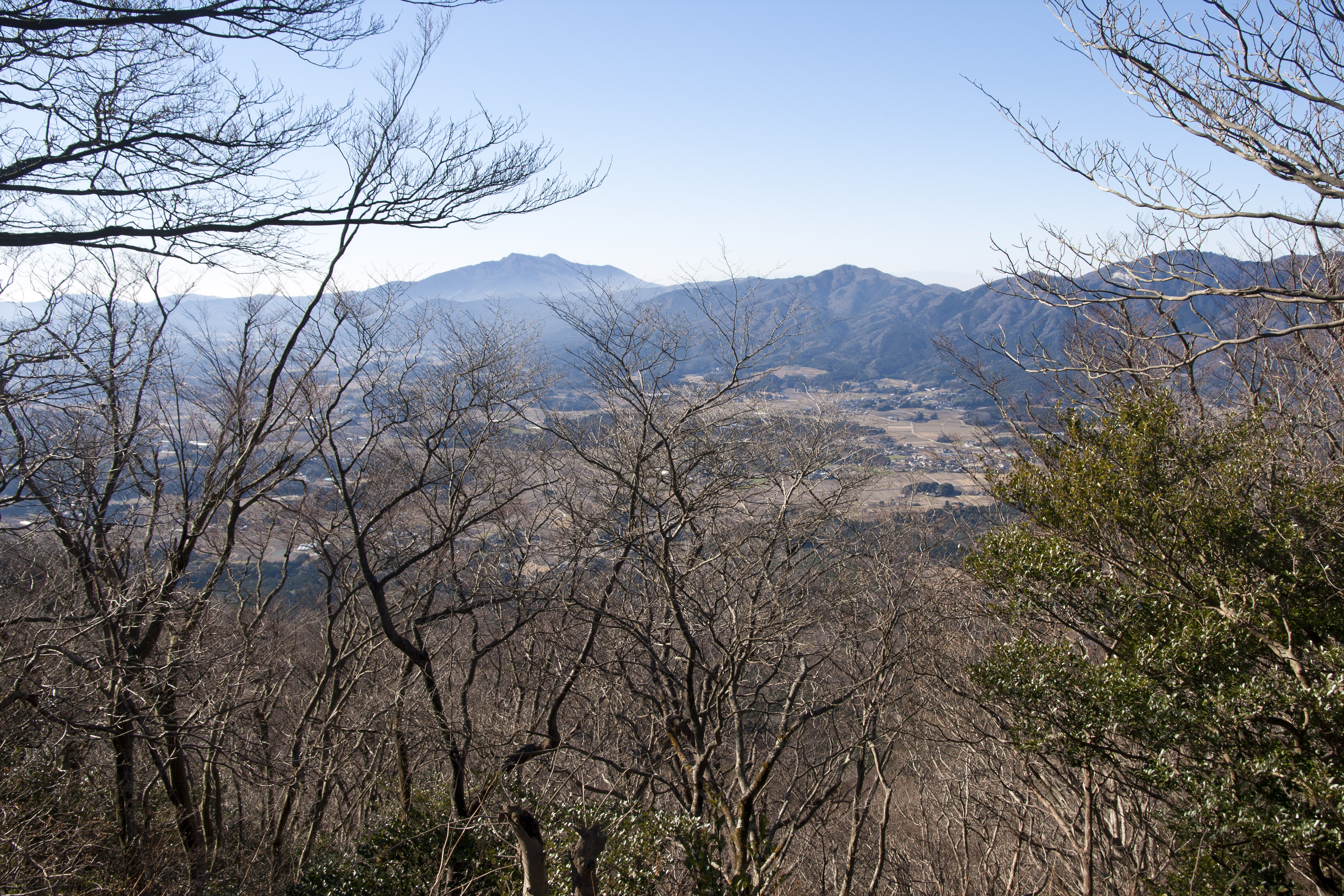
Monte Tsukuba visto desde el Monte Nandai.
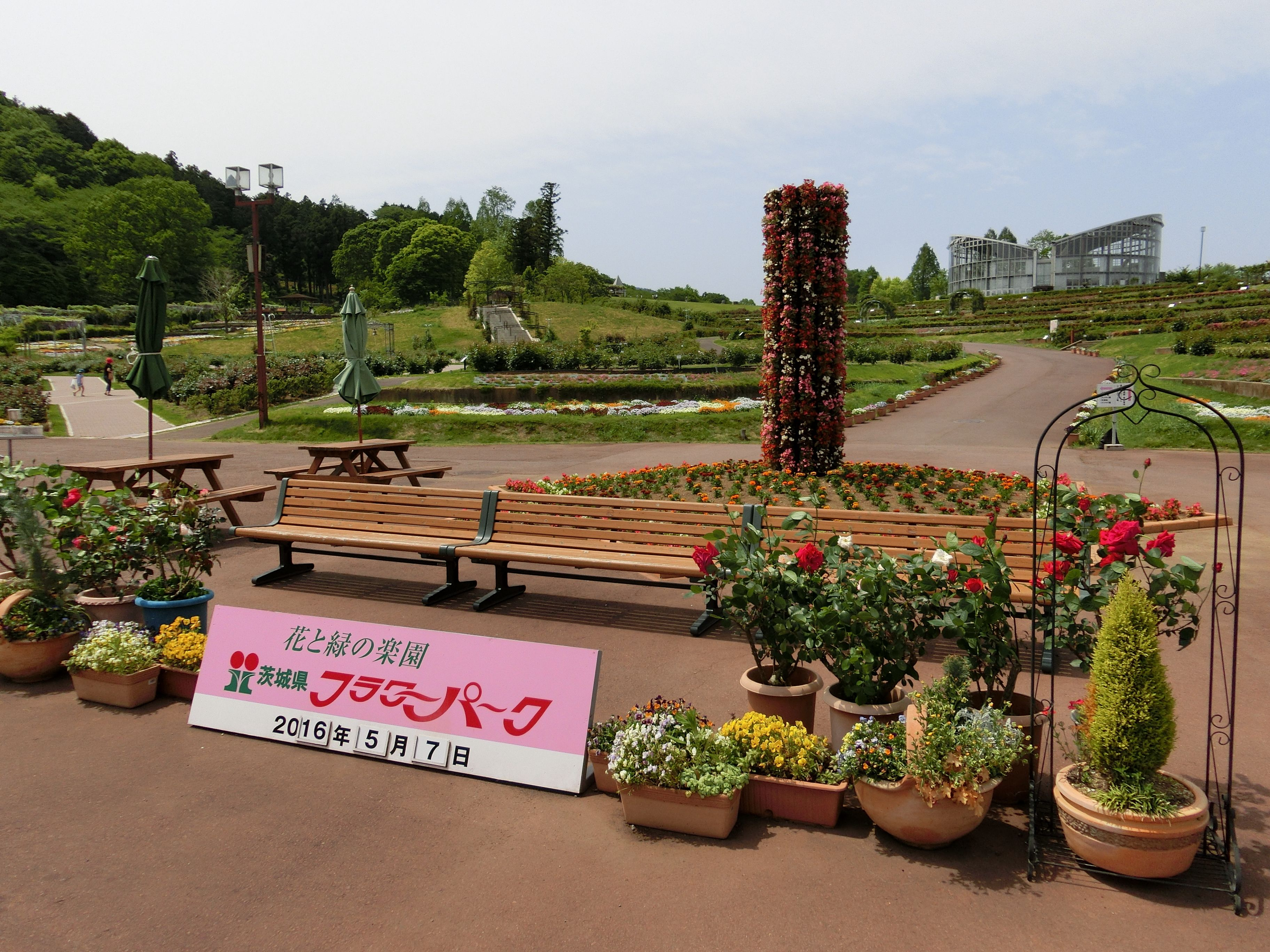
Parque de la Flor de la Prefectura de Ibaraki.